# Nationales Führungskomitee
Das Nationale Führungskomitee (arabisch لجنة التوجيه الوطني, DMG laǧnat at-tauǧīh al-waṭanī) war zwischen 1978 und 1982 eine Vertretung der Palästinenser in den Gebieten, die Israel 1967 erobert hatte.

## Gründung
Das Komitee wurde 1978 gegründet. Das Komitee war eines der Resultate der Kommunalwahlen, die 1976 stattfanden. In diesen Wahlen wurden vor allem linksgerichtete Bürgermeister gewählt, die die alten Eliten ablösten, die dem jordanischen bzw. dem ägyptischen Regime treu waren. Bassam Shakaa, der neue Bürgermeister von Nablus, stand der irakischen Baath-Partei nahe, die andern sympathisierten mit der Volksfront zur Befreiung Palästinas (PFLP) oder der Demokratische Front zur Befreiung Palästinas (DFLP).
Gründe für die Initiative waren:
1. Die Besiedlung der Westbank, besonders seit den israelischen Wahlen von 1977.
2. das Camp-David-Abkommen zwischen Israel und Ägypten

Das Komitee war zusammengesetzt aus acht Bürgermeistern, drei Journalisten, Gewerkschaftern und Vertretern von verschiedenen Bürgerinitiativen. Das Komitee hatte 34 Mitglieder, wobei die einzige Frau Samiha Khalil war. Der Sekretär des Komitees war Ibrahim Dakkak. Zehn Mitglieder sympathisierten mit der Fatah, vier mit dem Königshaus in Jordanien. Was sie zusammenbrachte, war der Widerstand gegen die Besiedlung und gegen Camp David.

## Reaktionen
Die Initiative wurde von der Palästinensischen Befreiungsorganisation (PLO) nicht positiv aufgenommen. Das Komitee bedeutete eine Gewichtsverlagerung und bedrohte die PLO als alleinige Vertreterin der Palästinenser. Vor allem die Fatach-Spitze sah der Initiative nicht ungern entgegen, denn die meisten Mitglieder des Komitees gehörten der Linken an.
Auch von klerikaler Seite wurde das Komitee bekämpft. Aber vor allem wurde das Komitee von der israelischen Besatzungsmacht bekämpft. Im Jahre 1980 wurden Fahd Kawassme, der neue Bürgermeister von Hebron, und Mohammad Milhem, der neue Bürgermeister von Halhul, abgesetzt und nach Jordanien vertrieben.
Daraufhin begannen Kawassme und Milhim einen Hungerstreik.
Kawassme betonte, dass die Palästinenser kein Problem mit den Juden hätten, sondern mit dem Zionismus.
Eine jüdische rechtsextreme Untergrundsgruppe führte am 2. Juni 1980 gleichzeitig drei Anschläge aus. Bassam Shak'a, der Bürgermeister von Nablus, und Karim Khalef, der Bürgermeister von Ramallah, wurden schwer verletzt. Der dritte, Ibrahim Tawil, Bürgermeister von El-Bireh, hörte von den beiden Anschlägen und konnte sich retten.
Im Jahr 1981 beschloss der neue Verteidigungsminister Ariel Sharon eine Reorganisierung der Verwaltung der besetzten Gebiete, setzte alle Bürgermeister ab und ernannte eine Ziviladministration.
In Gaza wurde die administrative Ernennung eines Bürgermeisters nicht akzeptiert, und die Stadt blieb von 1982 bis 1994 unter der direkten Kontrolle der israelischen Besatzungsmacht.
1984 wurde der ehemalige Bürgermeister von Hebron, Fahd Kawassme, in Amman ermordet.
Im Jahre 2008 gaben die palästinensischen Behörden bekannt, sie hätten Kawassmes Mörder gefasst. Der Mörder heißt Anwar Altamizi, und er habe gemäß verschiedener Quellen den Mord im Auftrag des Mossad ausgeführt. Am 18. Januar 2010 wurde er in Dschenin zu zehn Jahren Haft mit Strafarbeit verurteilt.
Vor mehreren Jahren wurde Naif Albayid desselben Mordes wegen in Amman verurteilt. Andere Quellen verbinden Schakir al-Absi mit dem Mord.
Und wieder andere – Syrien. Kawassmes Tochter, Saha Kawassme, ist heute Abgeordnete im Stadtrat.
Der israelische Knessetabgeordnete Muhammad Miyari fuhr 1985 zu einer Gedenkveranstaltung im Gedenken an Kawassme. Daraufhin beantragte das Nationale Führungskomitee die Aufhebung seiner Immunität, was aber vom Gericht abgelehnt wurde.
Das Nationale Führungskomitee trug maßgebend zur Entwicklung bei, die dann zur Ersten Intifada führte.